# Преселяни
Преселяни (словац. Preseľany) — село, громада округу Топольчани, Нітранський край. Кадастрова площа громади — 11.9 км².
Населення 1433 особи (станом на 31 грудня 2019 року).

## Історія
Преселяни згадуються 1280 року.

## Населення
| Рік:            | 1994. | 2004.   | 2014.   | 2024.   |
| --------------- | ----- | ------- | ------- | ------- |
| Кількість осіб: | 1472  | 1494    | 1486    | 1509    |
| Різниця:        |       | +1,49 % | -0,53 % | +1,54 % |

| Рік:            | 2023. | 2024.   |
| --------------- | ----- | ------- |
| Кількість осіб: | 1524  | 1509    |
| Різниця:        |       | -0,98 % |